# Andrea Eder-Gitschthaler
Andrea Eder-Gitschthaler (ur. 13 września 1961 w Vöcklabruck) – autriacka prawniczka i polityczka. Członkini i dwukrotna przewodnicząca Rady Federalnej Austrii.

## Życiorys

### Młodość, edukacja i kariera zawodowa
Eder-Gitschthaler urodziła się 13 września 1956 w Vöcklabruck w Górnej Austrii. Ukończyła szkołę podstawową w Vöcklabruck oraz liceum w Gmunden. W 1984 roku ukończyła studia prawnicze z tytułem Dr. iur. na Uniwersytecie w Salzburgu. W latach 1991–2021 pracowała jako szefowa marketingu w salzburskim oddziale austriackiej firmy ubezpieczeniowej Uniqa Insurance Group.

### Działalność polityczna
W wyborach parlamentarnych w 2006 roku została wybrana do Rady Narodowej z ramienia Austriackiej Partii Ludowej. Stanowisko zajmowała od 30 października 2006 do 27 października 2008.
W 2017 roku Landtag Salzburga wybrał ją członkinią Rady Federalnej Austrii. Stanowisko objęła 1 października 2017 roku, zastępując Josefa Sallera (również z Austriackiej Partii Ludowej). W Radzie Federalnej dołączyła do reprezentujących Salzburg Susanne Kurz (SPÖ), Heidi Reiter (GRÜNE) i Dietmara Schmittnera (FPÖ).
1 lipca 2019 została pierwszą kobietą kierującą klubem Austriackiej Partii Ludowej w izbie wyższej Parlamentu Austrii, zastępując na tym stanowisku Karla Badera, który objął stanowisko przewodniczącego izby. 19 grudnia 2019 została wybrana pierwszą wiceprzewodniczącą izby, kadencję na tym stanowisku objęła 1 stycznia 2020. 1 lipca 2020 została przewodnicząca Rady Federalnej Austrii, funkcję sprawowała do 31 grudnia 2020.
W listopadzie 2023 roku ponownie została przewodniczącą klubu Austriackiej Partii Ludowej w Radzie Federalnej, zastępując Karlheinza Kornhäusla. Od 1 lipca do 31 grudnia 2024 ponownie była wiceprzewodniczącą izby, a od 1 stycznia 2025 po raz drugi została przewodnicząca Rady Federalnej Austrii.
Od 27 stycznia 2020 jest członkiem reprezentacji Austrii do Zgromadzenia Parlamentarnego Rady Europy (do 26 stycznia 2025 jako zastępczyni przedstawiciela) gdzie dołączyła do frakcji Europejskiej Partii Ludowej.

### Życie prywatne
Jest mężatką, ma dwójkę dzieci.